# Can’t Speak French
Can't Speak French – osiemnasty singel brytyjskiej grupy Girls Aloud, trzeci singel promujący czwarty studyjny album Tangled Up.
Wideo i stroje były inspirowane paryską modą z XVIII wieku.
Podczas trwania teledysku artystki pojawiają się na męskiej kolacji, jako towarzyszki. Prowokacyjnie tańczą i flirtują z mężczyznami. W niektórych momentach teledysku pojawiają się indywidualne ujęcia przed kolorowymi ścianami.
Kołysząca się, z fajnymi wstawkami jazzowych gitar piosenka – tak brytyjski "The Daily Star" opisał Can't Speak French.

## Występy
- Live at the Local – 31 października 2007
- G-A-Y – 20 listopada 2007
- Friday Night Xmas Project – 21 grudnia 2007
- Ant & Dec's Saturday Night Takeaway – 2 marca 2008
- BBC Switch : Sound – 8 marca 2008
- Paul O'Grady Show – 19 marca 2008
- T4 – 24 marca 2008
- Tangled Up Tour
- V Festival – 16 i 17 sierpnia 2008